# Санта-Бернардина
Санта-Бернардина (исп. Santa Bernardina) — населённый пункт в центральной части Уругвая, в департаменте Дурасно.

## География
Представляет собой северный пригород административного центра департамента, города Дурасно. Расположен на берегу реки Йи. К востоку от населённого пункта располагается аэропорт Санта-Бернардина. Абсолютная высота — 87 метров над уровнем моря.

## Население
Население по данным на 2011 год составляет 1094 человека.
| Год  | Население |
| ---- | --------- |
| 1963 | 887       |
| 1975 | 1441      |
| 1985 | 1371      |
| 1996 | 1243      |
| 2004 | 1333      |
| 2011 | 1094      |

Источник: Instituto Nacional de Estadística de Uruguay